# Caloramphus
Caloramphus Lesson, 1839 è un genere di uccelli della famiglia Megalaimidae.

## Tassonomia
Sino al recente passato il genere Caloramphus era ritenuto un genere monotipico, con un'unica specie (C. fuliginosus) e due sottospecie (C. f. fuliginosus e C. f. hayii). Uno studio filogenetico del 2013 ha elevato quest'ultima sottospecie al rango di specie a sé stante.
Pertanto il Congresso Ornitologico Internazionale riconosce attualmente (2015) due specie:
- Caloramphus fuliginosus (Temminck, 1830) - barbetto bruno
- Caloramphus hayii (J.E.Gray,1831) - barbetto di Hayi